# CINR
Відношення сигналу до шуму та інтерференції, SINR (англ. Signal to interference plus noise ratio) або CINR (англ. Carrier to interference plus noise ratio) — параметр якості каналу телекомунікації.
Складність і неповторність окремих видів бездротових мереж і розповсюдження сигналу спонукало до використання стохастичних геометричних моделей  для того, щоб змоделювати розрахунок CINR, особливо для стільникових або мобільних телефонних мереж. На практиці система обчислює рівень CINR на основі аналізу рівня помилок при демодуляції радіосигналу.
Значення CINR, рівне поточному значенню CNR з урахуванням інтерференції, для підтримки деякої модуляції має бути рівним або перевищувати рівень SNR, необхідний для підтримки даної модуляції за відсутності інтерференції.